# Eden Roc (album)
 (octobre 2020).
Pour les articles homonymes, voir Eden Roc.
Albums de Ludovico Einaudi
Fuori dal mondo
(1999) Alexandreia
(2001)
Eden Roc est un album du compositeur et pianiste italien Ludovico Einaudi, enregistré en 1999.

## Pour piano et quatuor à cordes
Œuvre pour piano et quatuor à cordes (alto, 2 violons et violoncelle) ou piano solo (Nefeli et Julia), mais aussi pour contrebasse et guitare. 2 titres intègrent un duduk (Yerevan et Odessa). Cet instrument arménien marque le début de l'utilisation par le compositeur d'instruments exotiques ou traditionnels, typés World Music. Cela fait presque 20 ans que Ludivico Einaudi compose pour cordes, mais il s'agit là de son premier album où nous pouvons les entendre vibrer. Pour l'enregistrement, Einaudi s'est entouré du Quartetto David et de Djivan Gasparyan au duduk,.
Eden Roc est le nom donné à de nombreux hôtels ou localités à travers le monde.
Le titre Giorni dispari a été écrit pour la bande originale du film Giorni dispari de 1998. Fuori dalla notte et Fuori dal mondo ont eux, été écrits pour la bande originale du film de 1999, Fuori dal mondo. Et enfin, le titre Ultimi fuochi provient du single du même nom de 1998. Première représentation et enregistrement live à Milan, au Piccolo Teatro Studio, le 16 juin, puis du 8 au 10 juillet 1999,.

## Pistes
1. Yerevan – (2:24)
2. Eden Roc – (3:19)
3. Fuori dalla notte – (4:56)
4. Due tramonti (Two Sunsets) – (4:52)
5. Nefeli – (4:11)
6. Odessa – (5:47)
7. Ultimi fuochi – (4:04)
8. Giorni dispari (Odd Days) – (5:13)
9. Julia – (4:48)
10. Fuori dal mondo – (4:56)
11. Ultimi fuochi II – (1:29)
12. Un mondo a parte – (4:06)
13. Password – (4:30)
14. Yerevan II – (1:43)
15. Exit – (5:53)